# عرفات‌العاشقین و عرصات‌العارفین
کتاب عرفات‌العاشقین و عرصات‌العارفین یکی از بزرگترین و مهمترین تذکره‌ها و رساله‌های فارسی است که در سالهای ۱۰۲۲–۱۰۲۴ هـ.ق. توسط تقی‌الدین محمد اوحدی حسینی دقاقی بلیانی (۹۷۳–۱۰۴۰) مشهور به اوحدی بلیانی، شاعر، ادیب و نویسنده نام‌آور دوره صفوی به رشته تحریر درآمده است.
اوحدی بلیانی این تذکره را پس از عزیمت به هند و در دربار جهانگیرشاه (۱۰۱۴–۱۰۳۷) نوشته است و در آن شرح حال و نمونه شعر نزدیک به سه هزار و پانصد شاعر را از آغاز شعر فارسی تا روزگار خود در بیست و هشت «عرصه» و هر عرصه را در سه «غرفه» شامل غرفه متقدّمین، غرفه متوسّطین، و غرفه متأخّرین فراهم آورده است.

## جوایز و ثبت جهانی
این اثر از انتشارات مرکز پژوهشی میراث مکتوب برنده جایزه جهانی کتاب سال ایران شده است.
کتاب «عرفات العاشقین» در اجلاس کمیته حافظه جهانی یونسکو که از ۱۸ تا ۲۰ می سال ۲۰۱۶ در ویتنام برگزار شد در یونسکو ثبت شد.